# Plužina
Pour le village kosovar, voir Plužina (Srbica).
Plužina (en serbe cyrillique : Плужина) est un village de Serbie situé dans la municipalité de Svrljig, district de Nišava. Au recensement de 2011, il comptait 252 habitants.

## Démographie
| 1948  | 1953  | 1961  | 1971 | 1981 | 1991 | 2002 | 2011 |
| ----- | ----- | ----- | ---- | ---- | ---- | ---- | ---- |
| 1 221 | 1 267 | 1 133 | 944  | 746  | 587  | 370  | 252  |

|  |